# A ca l'antiquari
A ca l'antiquari és un sainet en un acte original de Santiago Rusiñol, estrenat per primera vegada al teatre Novedades de Barcelona, el dia 15 de març de 1917, sota la direcció d'August Barbosa.
Repartiment de l'estrena
Senyora Dionisia: Antònia Baró
Clareta: Maria Vila
Senyor Sebastià: August Barbosa
Isidret: Ramon Tort
Senyor Pedrol: Bartomeu Pujol
Senyor Rifà: Vicens Cervera
Senyor Muntaner: Andreu Guixer
Senyor Palau: Joan Rovira
Senyor Baró: Gastó A. Màntua